# Harry Bernard
Pour les articles homonymes, voir Harry Bernard (acteur) et Bernard.
Œuvres principales
- Essais critiques
- Les jours sont longs
- Le roman régionaliste aux États-Unis (1913-1940)

Harry Bernard, né Bernard Harry le 9 mai 1898 à Londres, en Angleterre, et mort le 16 mai 1979 à Montréal, est un journaliste, romancier et naturaliste québécois.

## Biographie
Son père, Horace Bernard, est un commerçant et importateur de foin. Son métier le fait voyager beaucoup, principalement en Europe de l'Ouest et en Nouvelle-Angleterre. Sa mère, Alexandra Boudreau Bernard, provient d'une famille bourgeoise relativement aisée. C'est notamment lors d'un voyage de son père à Londres que Bernard Harry est né.
Peu après sa naissance, Bernard Harry déménage en France. Il fait de courtes études primaires à Soissons, puis à Paris, au collège Rollin. En 1904, il déménage à St. Albans, Vermont, où il apprend l'anglais. En 1906, il s'installe à Upton, en Montérégie. 
Il déménage par la suite à Saint-Hyacinthe, en 1911. Il fait son cours classique au Séminaire de Saint-Hyacinthe (1911 à 1918) en vue de faire son baccalauréat en arts en 1919. Durant l'été 1918, Bernard fait partie du corps étudiant des forces armées des États-Unis à Lowell (Massachusetts).
En 1919, il déménage à Ottawa où il occupe le poste de rédacteur et correspondant parlementaire au journal Le Droit et en 1923, il épouse Louella Tobin, avec laquelle il a deux filles : Louella (1924) et Marcelle (1933). Il se sépare et après la mort de sa femme, il épouse Alice Sicotte en 1957. Toujours en 1923, Bernard quitte Le Droit et devient directeur du journal Le Courrier de Saint-Hyacinthe, poste qu'il occupe jusqu'à sa retraite, en 1970.
Pendant cette période, il publie plusieurs romans et remporte à trois reprises de prix David pour L'homme tombé en 1924 ; La Terre vivante en 1926 et Juana, mon aimée en 1932.
En 1932, Bernard Harry fonde avec d'autres collègues l'Association des hebdomadaires de langue française. L'année suivante, il est atteint d'une otite interne, principalement due au surmenage et il se fait opérer la mastoïde. De 1933 à 1934, il est le rédacteur en chef de L'Action nationale à Montréal. En 1935, il devient le gérant de la Compagnie d'imprimerie et comptabilité Ltée de Saint-Hyacinthe.
Il obtient une licence ès lettres à l'Université de Montréal en 1942 et il est admis à la Société royale du Canada en 1943. En 1948, il obtient finalement son Doctorat ès lettres à l'Université de Montréal. Durant sa carrière de journaliste, Bernard signe plusieurs articles sous le pseudonyme de « L'Illettré » et, dans sa jeunesse, de la poésie dans diverses revues sous la signature Roger Raymond.
En 1951 paraît Les jours sont longs, son roman le plus connu, qui obtient le prix du Cercle du livre de France.
Il meurt d'une thrombose coronarienne en mai 1979. 
Le fonds d'archives de Harry Bernard est conservé au centre d'archives de Montréal de Bibliothèque et Archives nationales du Québec.

## Œuvres

### Romans
- L'Homme tombé, 1924
- La Terre vivante, 1925
- La Maison vide, 1926
- La Ferme des pins, 1930
- Juana mon aimée, 1931
- Dolorès, 1932
- Les jours sont longs, 1951
- Une autre année sera meilleure, paru en 1952 dans Photo-Journal, publié en volume de façon posthume en 2013

### Recueils de nouvelles
- La Dame blanche, 1927
- Montcalm se fâche, 1935

### Ouvrages de littérature d'enfance et de jeunesse
- A B C du petit naturaliste canadien 1936 (La série comprend : Le Petit Pêcheur, Le Petit Fermier, Le Petit Oiseleur, Le Petit Entomologiste, Le Petit Chasseur)
- A B C du petit naturaliste canadien 1946 (La deuxième série comprend : Le Petit Fleuriste, Le Petit Arboriste, Le Petit Jardinier)

### Essais
- Essais critiques, 1929
- Le Roman régionaliste aux États-Unis (1913-1940), 1949 (thèse de doctorat)
- Portages et routes d'eau en Haute-Mauricie, 1953

### Correspondance
- Je voudrais bien être un homme : correspondance littéraire entre Simone Routier et Harry Bernard, 2011

## Prix et honneurs
- 1924 - Prix David pour L'homme tombé
- 1926 - Prix David pour La Terre vivante
- 1932 - Prix David pour Juana, mon aimée
- 1943 - Membre de la Société royale du Canada
- 1951 - Prix du Cercle du livre de France pour Les jours sont longs
- 1959 - Médaille Pierre-Chauveau de la Société royale du Canada
- 1961 - Prix Olivar-Asselin